# 海軍予備炭山
海軍予備炭山（かいぐんよびたんざん）は、大日本帝国海軍によって石炭の保存と炭鉱の温存を目的として指定された炭山。

## 解説
日本国内の主要炭田に平時に坑内坑道や生産施設を整備し、有事には採掘員の集合から採掘の着手、石炭の精製（硬(ぼた)をより分け製品化する過程）、輸送までを迅速に実施することが目的であった。
国内に指定された海軍予備炭山で、実際に海軍炭鉱になったのは、戦後に日本国有鉄道志免鉱業所(福岡県糟屋郡志免町)となった福岡県糟屋郡須惠町新原の新原採炭所だけである。新原が、日本では大嶺炭田(山口県美祢市)と並ぶ数少ない無煙炭産地であったことが要因だった。
ただし、新原の無煙炭は少量で、有煙炭となった。